# Mösthinsdorf
Mösthinsdorf ist ein Ortsteil der Einheitsgemeinde Petersberg im Saalekreis in Sachsen-Anhalt (Deutschland).

## Geschichte
Bis zum Jahre 1936 bestand Mösthinsdorf aus den Dörfern Möst b. Ostrau und Hinsdorf. Möst, ein Dorf slawischen Ursprungs, wurde erstmals 1180 in einer Urkunde erwähnt, während Hinsdorf seit 1255 bekannt und deutschen Ursprungs ist.
Möst war ein Dorf, das als Exklave des hochstiftlich-merseburgischen Amts Lauchstädt unter kursächsischer Oberhoheit stand. Es gehörte schriftsässig zum Rittergut Kösseln und hatte von diesem Ort eine Filialkirche.
Hinsdorf lag hingegen als Exklave des zum Leipziger Kreis gehörigen Amts Zörbig im Bezirk des Ritterguts Kösseln. Der Ort war nach Möst eingepfarrt.
1816 gelangten beide Orte an den Regierungsbezirk Merseburg der neugebildeten preußischen Provinz Sachsen. Sie wurden 1816 dem Landkreis Bitterfeld im Regierungsbezirk Merseburg der Provinz Sachsen zugeteilt.
Am 15. Juni 1950 wechselte der vereinigte Ort Mösthinsdorf in den Saalkreis. Bei der Kreisreform in der DDR 1952 kam der Ort zum verkleinerten Saalkreis im Bezirk Halle, dieser ging bei der Kreisreform des Landes Sachsen-Anhalt im Jahr 2007 im Saalekreis auf.
Am 1. Januar 2005 wurde Mösthinsdorf nach Ostrau eingemeindet.

## Politik

### Bürgermeister
Ortschaftsbürgermeister ist Georg Rosentreter.

### Wappen und Flagge
Das Wappen wurde am 13. April 2000 durch das Regierungspräsidium Halle genehmigt.
Blasonierung: „Geteilt von Gold über Blau; oben ein von zwei steigenden blauen Tulpenblüten überhöhter, stehender schwarzer Eber mit silbernen Hauer und Auge; unten eine halbe goldene Egge (gestürzt gesparrt).“
Die Farben des Ortes – abgeleitet vom Wappen – sind Blau / Gold (Gelb).
Die Flagge der Gemeinde ist Blau / Gelb (1:1) geteilt (Hissflagge: Streifen von links nach rechts, Querflagge: Streifen von oben nach unten verlaufend) mit dem aufgelegten Wappen.

## Sehenswürdigkeiten

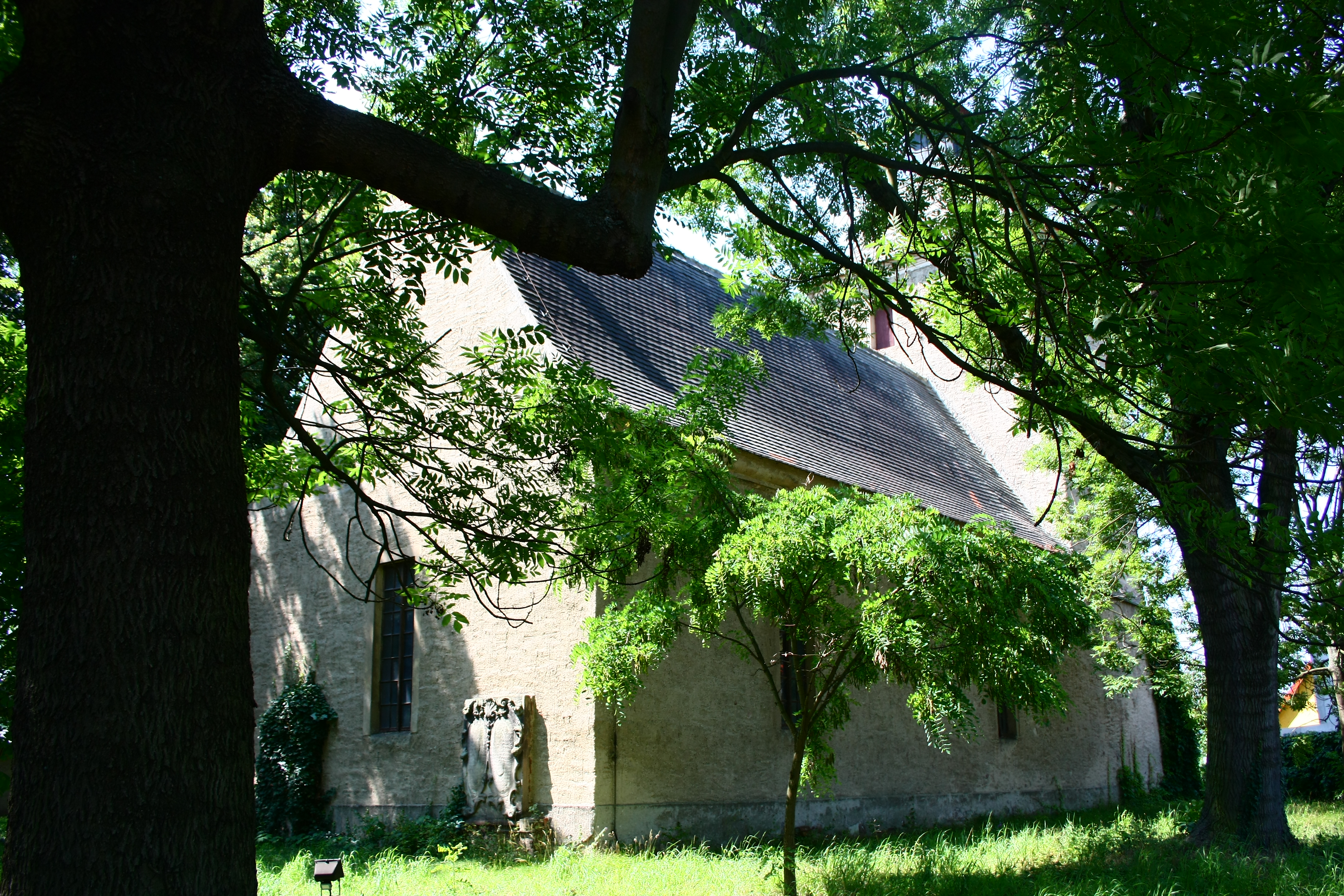
Dorfkirche von Mösthinsdorf

Am Ortsrand befinden sich zwei Flächennaturdenkmale, ein Areal mit seltenen Sumpfzypressen und eine Feuchtwiese.
Die Kirche des Ortes stammt aus dem 12. Jahrhundert. Die Grundmauern und das Sandsteinportal stammen noch aus der romanischen Zeit, während der gesamte Bau im 18. Jahrhundert Veränderungen erfuhr. Einige gut erhaltene Barockgrabsteine sind an der Kirchenmauer zu sehen.
Auf das hohe Alter der Kirche weist das ursprüngliche Eingangsportal hin, ein äußerst beachtliches romanisches Sandsteinportal mit beidseitigen Säulen, versehen mit gut erhaltenen Würfelkapitellen. Auch die alte kleine Glocke stammt aus dem 13. Jahrhundert.
Als im Jahre 1769/70 die Kirche erneuert wurde, erhielt sie auch einen neuen Turmknopf mit Wetterfahne. In der Wetterfahne befanden sich die Initialen des Stifters F. W. v. V. (Franz Wilhelm Werner von Veltheim).
Im März 1980 begannen die Bauarbeiten zur Instandsetzung der Kirche. Bis zur Fertigstellung vergingen 6 Jahre. Nach einer Generalreparatur und dem Einbau eines elektrischen Windgebläses, wurde die Orgel zusammen mit der Kirche am 23. und 24. August 1986 wieder eingeweiht.

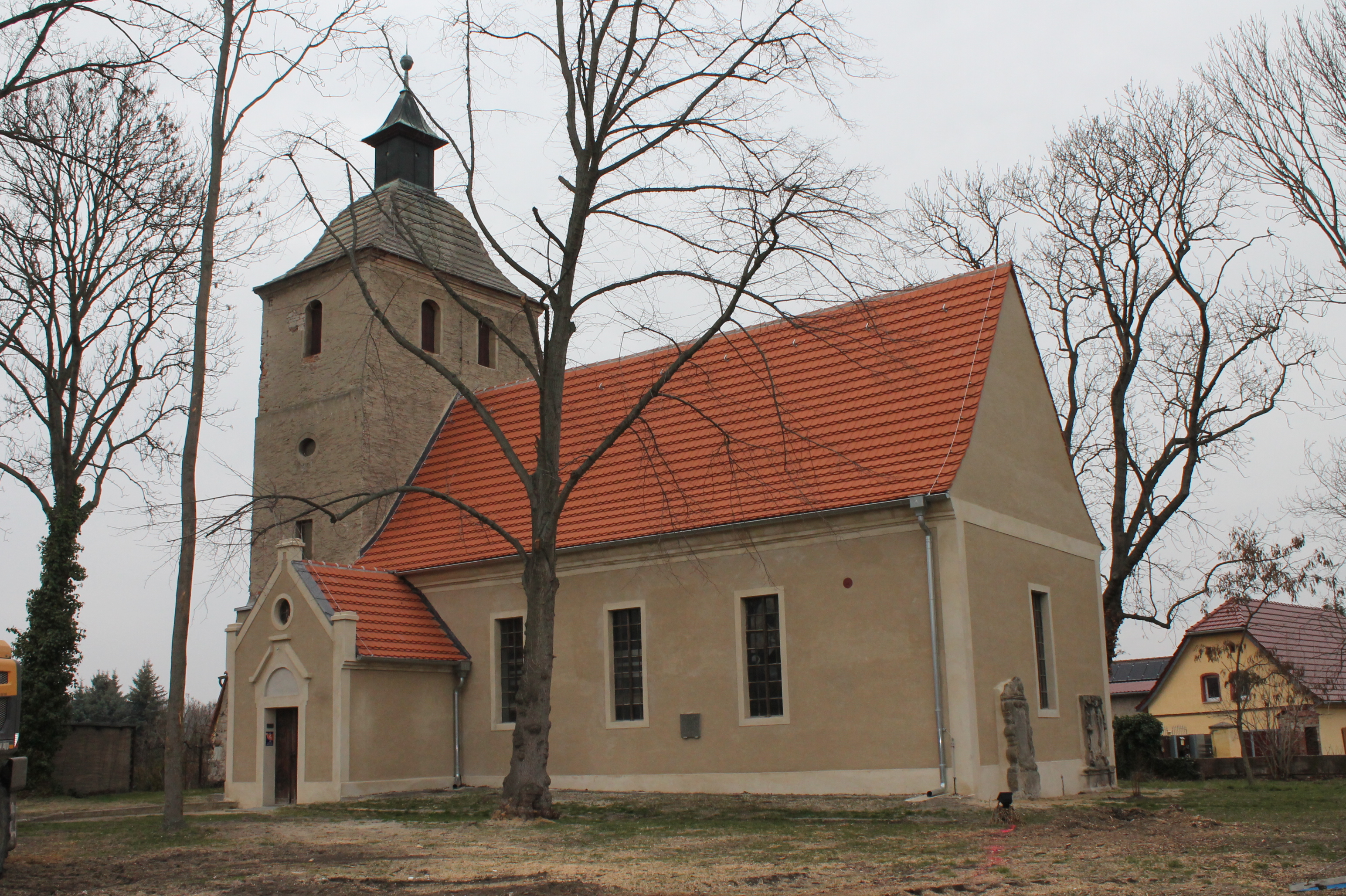
Rast- und Konzertkirche St.Georg

Im Jahr 2018 erfolgte der Beginn der Gesamtsanierung der Kirche. Im ersten Bauabschnitt wurde das Dach des Kirchenschiffes und der Vorhalle Instand gesetzt sowie die Fassade erneuert. Der historische Ziergiebel wurde in diesem Zuge wiederhergestellt. Im 2. Bauabschnitt wird nun der Kirchturm saniert. Die Gesamtsanierung ist mit finanzieller Unterstützung des Europäischen Fördermittelprogramms LEADER ermöglicht worden. Des Weiteren erfolgte die finanzielle Unterstützung durch das Kreiskirchenamt Halle-Saalkreis, die Lotto-Toto Sachsen-Anhalt, die Stiftung KiBa, die Stiftung Zukunft Spergau, den Mösthinsdorfer Heimatverein e. V. sowie von vielen Einwohnern und Gästen. Die Gesamtsanierung wird fachlich durch das Büro Denk´mal Architekten Magdeburg Dipl.Ing. Sina Stiebler geleitet und durchgeführt.
Als im Jahre 1769/70 die Kirche erneuert wurde, erhielt sie auch einen neuen Turmknopf mit Wetterfahne, leider wurde sie in den 80er Jahren entfernt. Im Zuge der nun erfolgten Instandsetzung nahm die Wetterfahne wieder ihren ursprünglichen Platz auf der Turmspitze ein. Die Fertigstellung der Turmsanierung und der Umgestaltung des Kirchgartens soll im Frühjahr 2022 erfolgen.

## Orgel
Die Orgel in Mösthinsdorf wird zwei Erbauern zugeschrieben. Im Jahre 1850 begann Orgelbaumeister W. Loewe aus Delitzsch mit dem Neubau der Orgel. Er verstarb allerdings während der Bauphase und konnte somit das Projekt nicht mehr beenden. Erst acht Jahre später, also im Jahre 1858 wurde die Orgel durch den ebenfalls aus Delitzsch stammenden Orgelbaumeister Eduard Offenhauer fertiggestellt. Es sind keine weiteren Orgelbauten des Orgelbaumeisters W.Loewe bekannt.
Der Orgel blieben größere Umbauten und Veränderungen erspart. Sie ist zum sehr großen Teil original erhalten. Von der ganzen Bauart her ist dieses Orgelwerk handwerklich solide und unter Verwendung guter Materialien gefertigt.
Die Orgel wurde nach denkmalpflegerischen Gesichtspunkten instand gesetzt und wird am 20. September 2008 um 14 Uhr mit einem Festgottesdienst wieder eingeweiht. Der Mösthinsdorfer Heimatverein e. V. und das Kirchspiel Ostrau e. V. organisieren gemeinsam diesen Festgottesdienst mit Chor und Instrumentalmusik.
Weiter Orgelbauten des Orgelbauers Eduard Offenhauer sind in Leipzig-Seehausen, in Leipzig-Göbschelwitz (zerstört) und in Leipzig-Plaußig bekannt.

## Heimatverein
Im Ort besteht der am 27. Oktober 1999 gegründete Mösthinsdorfer Heimatverein e. V.
Jährlich werden verschiedene Veranstaltungen, unter anderem das Mösthinsdorfer Heimatfest, organisiert. Seit 2008 ist der Mösthinsdorfer Heimatchor aktiv im Ort. Das von Norbert Schalipp komponierte und getextete Heimatlied wurde vom Heimatchor beim 10-jährigen Vereinsjubiläum zum Heimatfest uraufgeführt. Ehrengäste waren Schalipp und seine Ehefrau Andrea sowie der Bundestagsabgeordnete Christoph Bergner und der ehemalige Landrat Knut Bichoel.
Im Februar 2020 konnte der Verein den vom Europäischen Fördermittelprogramm LEADER unterstützten Neubau des Offenen Hauses der Begegnung fertigstellen. Dort fand die 1. Heimatkonferenz des Landes Sachsen-Anhalt statt, zu der Landwirtschaftsministerin Claudia Dalbert eingeladen hatte. Unter den Gästen waren u. a. der Bundestagsabgeordnete Christoph Bernstiel, Staatsminister Ralf-Peter Weber und die Vorsitzende der LEADER Aktionsgruppe Unteres Saaletal und Petersberg, Birgit Haude. Zu diesem Anlass wurde Ronny Krimm als Neulandgewinner des Landes Sachsen-Anhalt, einem Förderprogramm der Robert-Bosch-Stiftung, ausgezeichnet.